# Ом (монета)
Ом (фр. heaume — шолом) — французька і фламандська золота і срібна монета із зображенням шолома; карбувалася в XIV—XV ст.
- Золотий ом (фр. heaume d'or) — монета Людовика, графа Фландрії (1346—1384) вагою в 6,94 г (майже з чистого золота), карбувалася в 1367—1368. На аверсі — герб з левом у шоломі, на реверсі — хрест і орел. Карбувалися також 1 / 3 ома.

Карл VI Французький (1380—1422) випустив у 1417 Золотий ом вартістю в 2 золотих мутона. На аверсі — герб із лілеєю, під ним шолом з короною, на реверсі — хрест з лілеями.
Срібний ом (фр. heaume d'argent) випущений Карлом VI Французьким в 1420 році вартістю в 20 деньє турських. Вага монети 2,84 г (2,76 г срібла). На  аверсі — герб із лілеєю і шолом, на реверсі — хрест і напис: лат. Sit nomen domini benedictum. Йоанн Гайнсберзький (1419—1455) карбував подвійний ом (= 3 г) і половинний ом (= 1,01 г).

## Джерело
- 3варич В. В. Нумізматичний словник. — Львів: «Вища школа», 1978, 338 с.